# Thalamoporella indica
Thalamoporella indica is een mosdiertjessoort uit de familie van de Thalamoporellidae. De wetenschappelijke naam van de soort is voor het eerst geldig gepubliceerd in 1880 door Hincks.